# تگزاس (نیویورک)
تگزاس (به انگلیسی: Texas) یک منطقهٔ مسکونی در ایالات متحده آمریکا است که در شهرستان آزویگو، نیویورک واقع شده‌است.